# Екирол
Екирол (фр. Escurolles) насеље је и општина у централној Француској у региону Оверња, у департману Алије која припада префектури Виши.
По подацима из 2011. године у општини је живело 736 становника, а густина насељености је износила 55,46 становника/km². Општина се простире на површини од 13,27 km². Налази се на средњој надморској висини од 320 метара (максималној 323 m, а минималној 287 m).

## Демографија
| 1962. | 1968. | 1975. | 1982. | 1990. | 1999. | 2011. |
| ----- | ----- | ----- | ----- | ----- | ----- | ----- |
| 602   | 623   | 617   | 662   | 668   | 657   | 736   |

График промене броја становника у току последњих година